# 랜디 바스
랜디 윌리엄 바스(영어: Randy William Bass, 1954년 3월 13일 ~ )는 미국 출신의 전 프로 야구 선수(1루수, 외야수)이자 정치인이며, 2004년부터 현재 오클라호마주 의회의 상원 의원(민주당)이다.

## 인물

### 메이저 리그 시절
미국 메이저 리그 시절에는 미네소타 트윈스, 캔자스시티 로열스, 몬트리올 엑스포스, 샌디에이고 파드리스, 텍사스 레인저스를 전전하였다. 메이저 리그 시절에는 그 장타력을 보고 ‘뉴욕에서 로스앤젤레스까지 공을 날려보내는 남자’라고 불린 적도 있었지만 유소년기에 발이 복합골절된 적이 있어 전력질주를 할 수 없는 상태였으며 수비를 할 수 없다는 이유로 주전 선수로 발탁된 적은 없었다. 게다가 빠른 공에 약하다는 약점이 겹쳐져서 메이저 리그 통산 홈런은 9개에 그쳤다. 몬트리올 엑스포스 시절의 팀 동료는 후에 요미우리 자이언츠에서 활약하는 워렌 크로마티가 있었다.

### 한신 타이거스 시절

#### 1983년 ~ 1984년
1983년 일본에 오면서 한신 타이거스에 입단, 한신에 입단한 애당초에는 후지타 다이라가 1루수로 자주 기용된 적도 있어 우익수로서 수비를 하고 있었지만 위에서 말한대로 전력질주를 할 수 없던 것과 후지타가 나이가 들면서 체력이 쇠약해진 것에서 나중에 1루수로 고정됐다. 컨디션이 좋지 않아 시즌 초반에 출발이 늦었음에도 불구하고 1년차부터 타율 2할 8푼 8리, 35홈런, 82타점으로 장타력을 보여줬다. 또, 같은 해 시즌 종반에는 25경기 연속 안타를 기록하여 이것은 2001년에 히야마 신지로가 28경기로 경신하기 전까지 구단 기록이었다.
1983년에 바스는 방출될 가능성이 있었다. 작년 후반기에 팀이 큰 활약을 한 적도 있어 한신 팬들은 우승을 기대하였지만 4월에 2위로 종료했음에도 불구하고 5월 도중에는 1승 15패라는 최악의 성적을 기록했다. 컨디션이 나빠진 바스가 팀 부진의 원인이라는 비판도 많았고 같이 입단했던 공을 방망이 중간에 잘 맞추는 스티브 스트로터가 일본 야구에 더 적합하다는 평가가 높아졌다. 그런 가운데 선발 투수진이 얇은 한신은 투수 리처드 올센을 획득했는데 올센을 1군에 승격시키기 위해 외국인 범위의 관계로 스트로터와 바스를 둘 중에 누군가를 방출할 필요성을 느꼈지만 이 때 한신이 방출한 것은 스트로터였다. 당시 바스는 바깥쪽으로 떨어지는 변화구를 모두 헛스윙 했지만, 구단은 바스의 파워 외에도 태도, 노력, 인격을 평가하였고 그 기대대로 바스는 단번에 컨디션을 회복하였다. 또, 1984년 시즌 종료 후에도 앞에 말한 수비의 불안으로 방출될 가능성이 있었지만 이것을 감독으로 갓 취임한 요시다 요시오 감독이 구단 프런트에게 바스의 필요성을 역설하여 잔류시켰다고 한다.

#### 1985년
그 해에는 가케후 마사유키, 오카다 아키노부와 강력한 클린업 타선을 형성, 같은 해 4월 17일 요미우리전에서 마키하라 히로미로부터 ‘백 스크린 3연발’중 1개가 바스의 시즌 제1호 홈런이다. 이 해에는 타율 3할 5푼, 54홈런, 134타점의 성적을 남기며 타격 부문 3관왕을 달성했고 한신의 21년 만에 리그 우승과 일본 시리즈 우승에 큰 기여를 했다. 또, 센트럴 리그에서는 최초로 외국인 선수에 의한 홈런왕이 됐다. 같은 미네소타 트윈스 출신의 찰리 매뉴엘이 보유하고 있던 외국인 등록 선수의 시즌 최다 홈런 기록 48개와 타이 기록에서부터 54호까지의 기록 일지는 다음과 같다.
- 10월 8일 : 다카노 히카루로부터 우익 방향에 48호 2점 홈런(한신 고시엔 구장)
- 10월 12일 : 오노 유타카로부터 백 스크린에 결승 49호 솔로 홈런으로 외국인 기록 경신(히로시마 시민 구장)
- 10월 14일 : 바람을 읽어 좌익 방향에 가와구치 가즈히사로부터 50호 3점 홈런 및 고바야시 세이지로부터 51호 솔로 홈런(히로시마 시민 구장)
- 10월 16일 : 21년 만에 우승을 결정지은 경기에서 아라키 다이스케로부터 우익 방향에 52호 2점 홈런(메이지 진구 야구장)
- 10월 17일 : 다카노 히카루로부터 백 스크린 왼쪽에 53호 솔로 홈런(메이지 진구 야구장)
- 10월 20일 : 시즌 16승째를 올려 다승왕이 확실되는 고마쓰 다쓰오로부터 좌측 폴대에 54호 2점 홈런(나고야 구장)

이 해에 오 사다하루가 1964년에 기록한 시즌 55호 홈런을 경신할지 주목됐지만 54개째를 친 단계에서 남은 경기 수는 2경기가 됐다. 모두 요미우리전이며 그 감독은 오 사다하루였다. 첫 경기(10월 22일, 한신 고시엔 구장)에서 선발로 등판한 에가와 스구루는 3 타석 스트라이크로 승부하여 1안타로 막았지만, 다른 투수들은 사실상의 고의 사구를 주며 바스와의 대결을 피했다. 최종전(24일, 고라쿠엔 구장)의 1, 2, 4, 5타석은 스트레이트 볼넷, 세 번째 타석은 선발 사이토 마사키가 방망이가 닿는 곳으로 던진 초구를 아웃코너 높은 볼에 날아가도록 중견수 앞 단타를 때려내 결국 1타수 1안타 볼넷 4개로 기록은 달성하지 못했다. 다음날 호치 신문은 ‘바스 기록 달성 실패’라는 헤드라인과 “자신은 바스에게 고의 사구를 지시하지 않았다”라는 오 사다하루의 발언도 함께 게재됐다. 당시 요미우리에서 소속된 외국인 투수 키스 콤스톡은 그 후 자신의 저서에서 이 일을 되돌아 보며 “바스에게 스트라이크를 던지면 1구당 벌금 1,000달러가 부과됐었다”라고 밝혔는데 그 지시를 내린 것은 투수 코치로 밝혀졌다. 당시 바스는 최종전을 앞두고 “기록 달성은 무리일 것이며 나는 외국인이니까”라고 말했다.
한편, 이 고의 사구 공격의 영향으로 바스의 출루율이 상승했고 전날까지 9리 차이로 1위였던 요시무라 사다아키(당일 4타석에서 출루는 없었음)를 마지막 타석에서 .0005차로 따돌리고 바스는 최고 출루율 타이틀도 석권하였지만 요미우리 벤치는 이 기록을 잊고 있었다. 결과적으로 바스는 당시 타격 부문 타이틀이었던 최다 승리 타점과 함께 타격 부문 5관왕을 달성했다. 참고로 바스는 기록을 두려워 하지 않고 정면으로 승부를 펼쳤던 에가와를 높이 평가하고 “현재 일본 프로 야구 투수 가운데 최고의 투수다. 메이저 리그에서도 충분히 통한다”라고 말했다.
세이부 라이온스와의 일본 시리즈에서는 센트럴 리그의 명유격수였던 요시다 요시오 대 히로오카 다쓰로의 숙명적인 대결을 펼쳤는데 바스는 1차전부터 3차전까지 3경기 연속 홈런을 기록해 2차전에는 수비에서도 역사적인 파인플레이 보여주는 등 공수에 걸친 큰 활약으로 팀을 이끌었다. 한신을 구단 창단 이래 최초(현 시점에서는 유일)의 일본 시리즈 우승을 이끌었으며 바스는 정규 시즌과 일본 시리즈의 양쪽 모두에서 MVP를 석권하는 쾌거를 달성했다.

#### 1986년
새 스트라이크 존이 도입된 1986년 4월, 개막 경기인 요코하마 다이요 웨일스전에서는 5타수 무안타를 기록했으나 8경기째에는 타율이 3할 대에 이르렀고, 5월에는 6경기 연속 멀티 안타를 기록하는 등 5월 하순부터 6월에 걸쳐 16타수 12안타로 타율 3할 6푼 9리에 올랐다. 5월 31일에는 그 해 처음으로 수위 타자로 나섰고 그 이후로는 물러나는 일 없이 타율을 한층 더 높이다가 7월 2일의 다이요전에서 5타수 4안타를 때려내 타율을 4할 2리까지 끌어올렸다.
7월 8일에 4할 7리를 기록하여 정점에 달한 이래 주니치의 고마쓰 다쓰오한테 4타수 무안타로 제압당해 타율이 4할 이하로 떨어졌고 그 후 25타수 무안타라는 극도의 슬럼프에 빠져 3할 7푼 6리로 낮아졌다가 8월에 들어간 12일에 3할 9푼 9리까지 다시 회복됐다. 8월 이후로는 각 경기 종료 시점에서 타율 4할을 넘어서는 일은 없었지만 8월에는 3할 9푼 이하로 낮아진 적도 없었다. 9월 3일과 19일에는 3할 8푼 9리로 약간 떨어지기도 했지만 9월 종료 시점에는 3할 9푼 4리로 높아졌다. 10월에도 타율 4할 대로 기록될 가능성은 남아 있었으나 7일의 다이요전과 이어지는 히로시마전에서 무안타를 기록해 3할 8푼 8리로 떨어졌다가 14일의 최종전인 다이요전에서 2타수 2안타를 때려내 3할 8푼 9리로 타율 부문의 일본 프로 야구 기록을 경신했다. 그 외에도 47홈런, 109타점 등의 성적을 올려 롯데 오리온스의 오치아이 히로미쓰와 함께 2년 연속 타격 부문 3관왕을 달성했다.
바스는 규정 타석에 도달한 이후 지금까지 하리모토 이사오가 보유하고 있던 시즌 타율 3할 8푼 3리라는 일본 기록을 넘어서면 일본 투수들이 더 이상 승부를 걸지 않을지도 모른다는 생각에서 감독에게 직접 호소해 이후 경기들은 출전하지 않을 생각이었지만 결국 타율이 그 이하를 기록한 적은 한 번도 없었고 마지막까지 계속 타석에 섰다. 2013년 시즌 종료 기준으로 한신에서는 더 이상 홈런왕이 나오지 않고 있다.
또, 32세의 바스는 일본 구장에서는 좌측 방향에 서도 홈런을 날릴 수 있다는 사실을 깨닫고서 좌익 방향으로의 홈런을 양산해 그 해 6월 26일에는 오 사다하루와 나란히 7경기 연속 홈런이라는 일본 타이 기록을 달성했다. 6월 18에는 다카노 히카루한테서 좌익 방향으로의 16호 솔로 홈런(한신 고시엔 구장), 19일 아라키 다이스케로부터 우익 방향에 17호 2점 홈런(한신 고시엔 구장), 20일 가쿠 겐지로부터 좌익 폴대에 18호 2점 홈런(한신 고시엔 구장), 21일 스즈키 다카마사로부터 좌익 방향에 19호 솔로 홈런(한신 고시엔 구장), 22일 히라누마 사다하루한테서 때려낸 몸쪽 포크를 좌익 방향에 20호 2점 홈런(한신 고시엔 구장), 24일은 신인 구와타 마스미가 던진 시속 114km/h의 한가운데 높은 커브를 백 스크린 우측 방향에 21호 2점 홈런(고라쿠엔 구장) 등을 때려냈다.
일본 타이 기록을 달성한 26일에는 5대 5 상황에서 맞은 8회초에 120개 이상의 공을 던진 에가와 스구루를 상대로 타석 2구째에 날아온 시속 136km/h의 한가운데 높은 몸쪽 직구를 고라쿠엔 구장의 우익 장외에 있는 낚시용품점 지붕까지 날려보냈는데 이 홈런은 비거리가 약 150m에 달하는 결승 22호 솔로 홈런이었다(통산 138호). 이 때는 기록을 달성한 바스 뿐만 아니라 이 경기에서 바스에게 던진 12구 중에서 11구를 직구로 던져 정면승부를 걸었던 에가와한테도 찬사가 쏟아졌다. 당시 에가와 말고도 바스한테 정면 승부로 도전장을 내밀었던 투수로는 히로시마 도요 카프의 쓰다 쓰네미가 있는데 그는 바스에게 모두 시속 150km/h가 넘는 스트레이트로만 승부를 걸어 3구 삼진으로 잡은 적도 있었다. 그 경기를 마친 후 쓰다에 대해 바스는 “쓰다는 미쳤다”라고 말했다.
그 밖에도 5월 30일에 열린 경기의 6회와 8회에 세키네 히로후미로부터 홈런을 때려내는가 하면 다음날 6월 1일에는 1회와 4회에 가케하타 미쓰노리로부터 홈런을 때려내며 이틀에 걸쳐서 4타수 연속 홈런, 13경기 연속 타점(앞에서 말한 7경기 연속 홈런부터 시작해서 7월 4일까지), 시즌 장타율 7할 7푼 7리(당시) 등 일본 기록을 연거푸 달성했다. OPS도 오 사다하루의 1.293(1974년)에 다음으로 역대 2위가 되는 1.258을 기록했다. 그러나 MVP에는 리그 우승 팀인 히로시마의 기타벳푸 마나부에게 내줘야 했다. 팀의 우승에 기여한데다 투수 부문 3관왕을 달성한 기타벳푸의 MVP 수상은 타당하다는 의견도 많았지만 한편으론 바스가 MVP를 놓친 데에는 2년 연속으로 외국인 선수에게 MVP를 수여하는 것을 그리 달가워하지 않았던 관계자들이 꽤 많았다는 사실이 작용했다는 견해도 있다.

#### 1987년
오치아이 히로미쓰가 트레이드로 주니치 드래곤스에 이적하면서 언론에서는 이를 ‘3관왕 대결’이라고 표현하는 등 떠들석했지만 바스와 오치아이는 그 해에 성적이 급격하게 떨어지면서 무관에 그쳤다(1985년에 이어 3관왕을 석권한 1986년에는 래빗 볼의 사용 의혹이 급부상하는 만큼 홈런이 증가되는 등 ‘투저타고’ 현상이 일어났다). 또한 작년부터 나돌고 있던 요시다 요시오 감독과의 갈등이 심해졌다. 무관으로 끝나면서 팀이 성적 부진으로 침체를 겪었던 그 해에 어느 잡지 인터뷰에서 요시다 감독을 비판했다는 이유로 구단으로부터 징벌적인 조치로 벌금을 부과한 사건도 있었다. 이 벌금은 최종적으로 흐지부지 되면서 실제로 지불하지 않았다. 그리고 인터뷰를 했던 로버트 화이팅은 책임을 느끼고 바스에게 같은 금액을 지불했다.

#### 1988년
자신의 아들이 수두증을 앓고 있는 것에 대한 대응을 둘러싸고 구단과 대립해 결국 시즌 도중에 방출됐다. 계약에서는 가족이 질병에 걸렸을 때에는 구단이 의료비를 부담하도록 돼있었지만 구단은 보험 가입을 게을리해 고액의 의료비를 부담할 것을 두려워했기 때문에 방출시켰다. 이 경위에 대해서는 퇴단 후에 발간된 자신의 자서전 《바스의 일기》를 통해서 밝혀졌다. 또한 바스의 퇴단 후인 7월 19일에 당시 한신 구단 대표였던 후루야 신고가 도쿄 도내의 한 호텔에서 투신 자살하는 사건이 발생해 바스의 퇴단을 둘러싼 문제로 구단과 바스의 ‘이러지도 저러지도 못하게 되는게 아닐까’라고 보도했다. 이 일은 그 후에 구단 측이 합의금을 지불한 것으로 해결됐다.
퇴단 후 20년 이상이 지난 지금도 왕년의 한신 팬들로부터 절대적인 인기를 자랑하여 바스의 활약 이후 간사이 지역 언론에서는 한신의 새로운 외국인 타자가 스프링 캠프나 시범 경기에서 좋은 성적을 거둘 경우 ‘바스가 되돌아 오다’라는 표현을 써가며 보도하는 경우가 있다.

### 그 후
일본에서 귀국한 이후에는 본업인 목장 경영을 하는 것 외에도 이벤트 등과 같은 행사가 있을 때마다 일본을 가끔 방문했다. 프로 야구 마스터스 리그 팀인 ‘오사카 로만스’의 선수로서 등록돼 있다. 현역 시절에 한 때 라이벌이었던 오노 유타카와는 직구와 풀스윙으로 팬들을 흥분시키고 있지만 현역 시절과 변함없는 체형과 몸을 유지해 140km/h를 넘는 오노의 직구에 모든 타석에서 삼진을 당했다. 산토리 몰츠(몰츠 구단) 등 여러 CF에도 출연하였고 도쿄 스타 은행 오사카 지점 명예지점장으로도 활동했다. 2007년 8월 19일에 방송된 《24시간 TV ‘사랑은 지구를 구한다’》에서 인생이 바뀌는 순간의 ‘여자 소프트볼 메달리스트에게 안타를 노려라’코너에 타자로서 출연했다(결과는 범타).
2008년 8월 28일의 한신 대 주니치전(한신 고시엔 구장)에서는 경기 직전 시구식에 시구자로 나왔고 TV 해설자로도 등장했다. 8월 29일에는 《두근두근 보물섬 SP》(요미우리 TV)에 출연해 “10년에 한 번 일본을 방문하고 있다”라고 말했다. 이듬해 2009년 11월에도 일본을 방문해 나라현에서 2010년에 개최될 ‘헤이조 천도 1300주년 축제’를 지원하는 뜻으로 나라 현에 100만 엔을 기부했는데 여기에는 바스가 한신 선수 시절부터 이미지 캐릭터를 담당했던 조립식 욕조 제조 회사 ‘닛포리 화공’의 본사가 나라 현 가시바시에 위치하고 있어 ‘나라에 대한 보은’의 의미도 담겨 있었다고 한다.
미국내에서는 자신의 고향인 로턴 시의 시의원으로 당선됐다. 1기를 마친 뒤 2004년 11월 2일의 대통령 선거가 치러진 같은 날에 민주당 공천을 받아 제32구에서 오클라호마 주의회 상원의원 선거에 출마했다. 총 9,809표를 얻어 35표라는 근소한 차이로 공화당의 이스턴 후보를 누르고 첫 당선되는 영예를 안았다. 2006년 11월에는 63.34%의 득표율로 승리하여 재선에 성공했다. 미국 내에서는 야구 선수로서의 지명도는 그리 높지 않지만 지역구인 오클라호마에서는 장애인 대상 자원봉사단체나 경찰, 소방 관계자 등으로부터 지지를 얻어 정치가로서의 수완을 높게 평가 받았고 국정 참여를 기대하는 목소리도 높아지고 있다.
2012년 TBS에서 방송된 《퀴즈☆탤런트 명감》에 “가케후와 함께 2자 연속으로 홈런(아베크 홈런)을 칠 수 있을까?”라는 기획에 도전하기 위해 일본을 방문했다(당초에는 오카다도 참여해 “백 스크린 3연발을 재현할 수 있을까?”라는 과제에 도전할 계획이었으나 스케줄 형편상 오카다는 불참했다). 도전에는 실패했으나 부머 웰스 등 이 방송에 출연했던 외국인 스포츠 선수들이 그다지 의욕없는 태도를 보이면서 하나같이 불성실하게 도전하는 가운데 쾌활함과 명랑하면서도 진지하게 도전 과제에 임하는 바스의 모습을 보고 “바스씨는 정말 멋진 분이네요”, “부머가 점점 싫어져요”라는 말이 출연자들 사이에서 쏟아져 나왔고 모두가 그의 신사적인 성격에 감탄했다. 또 이날 녹화 때 가케후가 말한 바에 따르면 “‘역대 엉큼한 보조 출연 외국인 베스트 3’를 꼽자면 3위가 워렌 크로마티, 2위가 바스, 1위는 세실 필더”였다고 한다.

## 플레이 스타일

### 타격
바스가 우수한 성적을 거두었던 이유로는 그가 상대하기 버거워했던 빠른 공을 던지는 투수가 일본에는 적었다는 점과 일본에 적응하고자 부단히 노력했다는 점을 들 수 있다. 다만 일본어는 전혀 배우려 들지 않았고, 원정 경기 때는 팀 동료와 별도의 고급 호텔에서 숙박하곤 했다. 또 갯바람이 거센 한신 고시엔 구장의 대책으로 가케후 마사유키가 익혔던 독특한 흘려치기 타법을 전수받은 것도 바스의 타격폭을 넓혀 주면서 타격 전의 파워와 맞물려 경이적인 성적을 남기게 됐다. 좁은 구장이나 왼쪽 방향으로 강풍이 부는 곳에서는 가볍게 흘려치기만 해도 왼쪽 스탠드로 날아가는 홈런이 나올 정도였다. 1985년 일본 시리즈 1차전과 2차전에서 때려낸 홈런 등은 그 전형이다. 덧붙이자면 메이저 리그 시절에는 바스의 스윙 파워를 가리켜 “뉴욕에서 로스앤젤레스까지 공을 날리는 남자”라는 말까지 있었다.
그 밖에 나가사키 게이지의 타격을 철저하게 연구했는데 나가사키가 일본 시리즈 5차전과 6차전에서 때린 홈런을 가리켜 “내 홈런은 때마침 불어온 바람에 슬쩍 묻어갔을 뿐이다. 그 점에서 나가사키의 홈런은 진짜였다”라고 극찬했다. 또 가와토 고조에게 여러모로 신세진 것을 두고 “지금도 가와토한테 감사한다”라고 말했다. 어느 특집 방송에 출연했을 때 “3관왕에 오를 수 있었던 것은 가케후 덕분이다”라고 말한 적도 있었다.
규정 타석에 도달한 다섯 시즌 가운데 OPS에서 리그 1위를 기록한 것은 세 차례, 리그 2위에 오른 게 두 차례였다.

### 수비
1루수로서의 수비 범위는 좁았으나 공을 잡는 것은 견실하고, 많은 파인플레이로 팀의 위기를 구했다. 1985년 일본 시리즈에서는 당초 대전 상대인 세이부의 히로오카 다쓰로 감독이 “한신의 약점은 바스의 수비”라고 공언하고 있었으나 2차전이 열린 10월 27일에 7회말 1사 1, 3루 기회에서 쓰지 하쓰히코가 볼카운트 1스트라이크 2볼에서의 4구째에 실행한 푸시 번트·스퀴즈를 오른손(맨손)으로 잡아 3루 주자 아키야마 고지를 홈런으로 포스 아웃시킨 플레이 등으로 일본 시리즈 우승에 기여했다. 히로오카 감독은 “그 괴물은 미국으로 돌아갔으면 좋겠네요”라고 말했다.

## 에피소드

### 이름에 대해
정확한 성은 ‘바스’(バス)라고 발음하지만 당시 한신 버스가 구단 모회사인 한신 전기 철도의 직영 사업이었던 것도 있어서 호조를 보이고 있을 때 ‘한신 버스 대폭발’(阪神バス大爆発), 부진에 시달렸을 때에는 ‘한신 버스 고장’(阪神バスエンコ), ‘한신 버스 대정체’(阪神バス大渋滞) 등 언론에서 야유했던 것을 싫어했던 구단측의 배려로 일부러 음을 늘린 ‘바-스’(バース)를 등록명으로 삼았다.

### 수염
바스의 수염은 그의 트레이드 마크였으나, 1986년 스프링 캠프를 앞두고 질레트의 면도기 광고에 수염을 깎은 모습을 선보여 팬들을 놀라게 하였다. 이 광고는 이틀 연속으로 신문에 게재된 것으로 첫날이 ‘내일 나를 봐달라’라는 캡션으로 면도 전 사진, 다음날이 면도 후의 사진이었다(티저 광고). 텔레비전 선전 광고도 방송돼 수염을 깎기 전에는 ‘나는 수염을 벗어나지 않는다’라고 말했고 그 후 수염을 따라 ‘면도칼의 3관왕’이라고 선전했다.
개막에 대비해 일본을 방문했을 때에는 이전과 다름없이 수염이 원래대로 돼있었다. 이 ‘면도료’는 당시로서 파격적인 1억 엔이었는데 덧붙여 바스를 모델로 기용한 질레트의 경상 이익은 약 100억 엔이 되었다. 또한 1983년 일본 방문 당초에는 턱수염이 없는 등 훗날 친숙하게 되는 얼굴 생김새와는 약간의 차이가 났다.

### 좋아하는 음식
고베산 소고기가 가장 좋아하는 음식이다. 미국산 소고기의 대일 수출 문제에 관해서는 “일본인이 소고기에 거는 마음, 열정을 나만큼 이해하는 정치가는 미국에 없다”, “일본인이 수입에 신경 과민이 되는 심정을 잘 이해할 수 있다”라고 말했다. 또 고시엔 구장내의 우동도 즐겨 먹었다.

### 사생활
사생활에서는 한신에서 퇴단한 후에 이혼했지만 후에 재혼하여 아이를 한 명 가졌다. 어릴 때 중병을 앓은 장남은 결혼하여 굳이어에 근무하고 있다. 또한 3명의 손자도 보았다.
8살 때 미국의 경마장에서 경주마를 돌보는 역할을 맡은 경험이 있어 일본에서는 친분이 있었던 번역가 히라오 게이고의 권유로 샤다이 사라브레드 클럽(샤다이 레이스 호스)의 마주로 투자하고 있었다. 2011년 시점에서는 미국의 로컬 경마에 출주하는 경주마를 5마리 소유하는 마주가 됐다.

## 상세 정보

### 출신 학교
- 오클라호마 대학교

### 선수 경력
MLB
- 미네소타 트윈스(1977년)
- 캔자스시티 로열스(1978년)
- 몬트리올 엑스포스(1979년)
- 샌디에이고 파드리스(1980년 ~ 1982년)
- 텍사스 레인저스(1982년)

NPB
- 한신 타이거스(1983년 ~ 1988년)

### 수상·타이틀 경력

#### 타이틀
NPB
- 타격 부문 3관왕 : 2회(1985년, 1986년)
- 수위 타자 : 2회(1985년, 1986년)
- 홈런왕 : 2회(1985년, 1986년)
- 타점왕 : 2회(1985년, 1986년)
- 최고 출루율 : 2회(1985년, 1986년)
- 최다 승리 타점 : 1회(1985년)
- 최다 안타(당시는 타이틀이 아님) : 2회(1985년, 1986년) ※1994년부터 타이틀로 제정됨

#### 수상
NPB
- MVP : 1회(1985년)
- 베스트 나인 : 3회(1985년 ~ 1987년)
- 일본 시리즈 MVP : 1회(1985년)
- 월간 MVP : 2회(1985년 4월, 1986년 6월)

### 개인 기록

#### 첫 기록(NPB)
- 첫 출장 : 1983년 4월 16일, 대 요미우리 자이언츠 2차전(한신 고시엔 구장), 8회초에 1루수로서 출장
- 첫 선발 출장 : 1983년 4월 24일, 대 주니치 드래건스 2차전(나고야 구장), 3번·좌익수로서 선발 출장
- 첫 타점 : 상동, 6회초에 미사와 준으로부터
- 첫 안타 : 1983년 5월 4일, 대 요미우리 자이언츠 5차전(고라쿠엔 구장), 6회초에 요시타케 하루키의 대타로서 출장, 에가와 스구루로부터 적시타
- 첫 홈런 : 1983년 5월 7일, 대 야쿠르트 스왈로스 2차전(메이지 진구 야구장), 6회초에 가지마 겐이치로부터 솔로 홈런

#### 기록 달성 경력(NPB)
- 통산 100홈런 : 1985년 8월 24일, 대 야쿠르트 스왈로스 17차전(오카야마 현 야구장), 4회말에 아라키 다이스케로부터 솔로 홈런 ※역대 142번째
- 통산 150홈런 : 1986년 8월 19일, 대 요코하마 다이요 웨일스 19차전(요코하마 스타디움), 8회초에 엔도 가즈히코로부터 중월 솔로 홈런 ※역대 82번째
- 통산 200홈런 : 1987년 10월 3일, 대 야쿠르트 스왈로스 25차전(메이지 진구 야구장), 7회초에 아라키 다이스케로부터 2점 홈런 ※역대 54번째(외국인 선수로서는 7번째)

#### 기타(NPB)
- 올스타전 출장 : 3회(1985년 ~ 1987년)
- 시즌 최고 타율 : .389(1986년) ※일본 기록
- 시즌 40홈런 도달 속도 1위 타이 : 97경기(1985년)
- 25경기 연속 안타(1983년 9월 6일 ~ 1983년 10월 15일)
- 연속 경기 홈런 : 7개(1986년 6월 18일 ~ 1986년 6월 26일) ※일본 기록
- 5경기 연속 홈런(1985년 4월 17일 ~ 1985년 4월 22일)
- 연속 타수 홈런 : 4개(1986년 5월 31일 ~ 1986년 6월 1일) ※일본 기록
- 연속 경기 타점 : 13타점(1986년 6월 18일 ~ 1986년 7월 4일) ※일본 기록
- 시즌 최다 승리 타점 : 22타점(1985년) ※일본 기록
- 연속 경기 승리 타점 : 4타점(1985년 10월 9일 ~ 1985년 10월 14일)

### 등번호
- 2(1977년)
- 7(1978년)
- 41(1979년)
- 5(1980년 ~ 1982년)
- 35(1982년)
- 44(1983년 ~ 1988년)

### 연도별 타격 성적
| 연 도     | 소 속     | 경 기 | 타 석 | 타 수 | 득 점 | 안 타 | 2 루 타 | 3 루 타 | 홈 런 | 루 타 | 타 점 | 도 루 | 도 루 자 | 희 생 번 | 희 생 플 | 볼 넷 | 고 4 | 사 구 | 삼 진 | 병 살 타 | 타 율 | 출 루 율 | 장 타 율 | O P S |
| --------- | --------- | ----- | ----- | ----- | ----- | ----- | ------- | ------- | ----- | ----- | ----- | ----- | -------- | -------- | -------- | ----- | ---- | ----- | ----- | -------- | ----- | -------- | -------- | ----- |
| 1977년    | MIN       | 9     | 19    | 19    | 0     | 2     | 0       | 0       | 0     | 2     | 0     | 0     | 0        | 0        | 0        | 0     | 0    | 0     | 5     | 0        | .105  | .105     | .105     | .211  |
| 1978년    | KC        | 2     | 2     | 2     | 0     | 0     | 0       | 0       | 0     | 0     | 0     | 0     | 0        | 0        | 0        | 0     | 0    | 0     | 0     | 0        | .000  | .000     | .000     | .000  |
| 1979년    | MON       | 2     | 1     | 1     | 0     | 0     | 0       | 0       | 0     | 0     | 0     | 0     | 0        | 0        | 0        | 0     | 0    | 0     | 0     | 0        | .000  | .000     | .000     | .000  |
| 1980년    | SD        | 19    | 57    | 49    | 5     | 14    | 0       | 1       | 3     | 25    | 8     | 0     | 0        | 0        | 0        | 7     | 1    | 1     | 7     | 0        | .286  | .386     | .510     | .896  |
| 1981년    | SD        | 69    | 201   | 176   | 13    | 37    | 4       | 1       | 4     | 55    | 20    | 0     | 1        | 3        | 1        | 20    | 1    | 1     | 28    | 7        | .210  | .293     | .313     | .605  |
| 1982년    | SD        | 13    | 34    | 30    | 1     | 6     | 0       | 0       | 1     | 9     | 8     | 0     | 0        | 0        | 1        | 2     | 0    | 1     | 4     | 0        | .200  | .265     | .300     | .565  |
| 1982년    | TEX       | 16    | 52    | 48    | 5     | 10    | 2       | 0       | 1     | 15    | 6     | 0     | 0        | 0        | 2        | 1     | 0    | 1     | 7     | 1        | .208  | .231     | .313     | .543  |
| '82 소계  | TEX       | 29    | 86    | 78    | 6     | 16    | 2       | 0       | 2     | 24    | 14    | 0     | 0        | 0        | 3        | 3     | 0    | 2     | 11    | 1        | .205  | .244     | .308     | .552  |
| 1983년    | 한신      | 113   | 420   | 371   | 69    | 107   | 15      | 0       | 35    | 227   | 83    | 0     | 1        | 0        | 5        | 39    | 2    | 5     | 57    | 13       | .288  | .360     | .612     | .971  |
| 1984년    | 한신      | 104   | 407   | 356   | 57    | 116   | 16      | 0       | 27    | 213   | 73    | 1     | 0        | 0        | 4        | 38    | 3    | 9     | 64    | 8        | .326  | .400     | .598     | .999  |
| 1985년    | 한신      | 126   | 570   | 497   | 100   | 174   | 21      | 0       | 54    | 357   | 134   | 1     | 0        | 0        | 3        | 67    | 5    | 3     | 61    | 14       | .350  | .428     | .718     | 1.146 |
| 1986년    | 한신      | 126   | 541   | 453   | 92    | 176   | 31      | 2       | 47    | 352   | 109   | 2     | 0        | 0        | 4        | 82    | 18   | 2     | 70    | 9        | .389  | .481     | .777     | 1.258 |
| 1987년    | 한신      | 123   | 518   | 453   | 60    | 145   | 15      | 2       | 37    | 275   | 79    | 1     | 0        | 0        | 1        | 60    | 13   | 4     | 70    | 8        | .320  | .403     | .607     | 1.011 |
| 1988년    | 한신      | 22    | 94    | 78    | 9     | 25    | 2       | 0       | 2     | 33    | 8     | 0     | 0        | 0        | 3        | 13    | 0    | 0     | 15    | 5        | .321  | .404     | .423     | .827  |
| MLB : 6년 | MLB : 6년 | 130   | 366   | 325   | 24    | 69    | 6       | 2       | 9     | 106   | 42    | 0     | 1        | 3        | 4        | 30    | 2    | 4     | 51    | 8        | .212  | .284     | .326     | .610  |
| NPB : 6년 | NPB : 6년 | 614   | 2550  | 2208  | 387   | 743   | 100     | 4       | 202   | 1457  | 486   | 5     | 1        | 0        | 20       | 299   | 41   | 23    | 337   | 57       | .337  | .418     | .660     | 1.078 |

- 굵은 글씨는 시즌 최고 성적, 붉은색 글씨는 일본 프로 야구 역대 최고 성적.

## 역대 선거 결과
| 선거명        | 직책명                       | 대수 | 정당   | 득표율  | 득표수  | 결과 | 당락                   |
| ------------- | ---------------------------- | ---- | ------ | ------- | ------- | ---- | ---------------------- |
| 2004년 재선거 | 상원의원 (오클라호마 제32부) | 50대 | 민주당 | 50.13%  | 9,854표 | 1위  | 오클라호마 주의원 당선 |
| 2006년 선거   | 상원의원 (오클라호마 제32부) | 51대 | 민주당 | 63.34%  | 7,827표 | 1위  | 오클라호마 주의원 당선 |
| 2010년 선거   | 상원의원 (오클라호마 제32부) | 53대 | 민주당 | 100.00% | 1표     | 1위  | 오클라호마 주의원 당선 |
| 2014년 선거   | 상원의원 (오클라호마 제32부) | 55대 | 민주당 | 100.00% | 1표     | 1위  | 오클라호마 주의원 당선 |